# サマルカンドの赤いばら
ミュージカル・ロマンス『サマルカンドの赤いばら』（サマルカンドのあかいばら）は、宝塚歌劇団雪組が上演したミュージカル作品である。1987年3月26日から5月12日（新人公演：4月7日）に宝塚大劇場、同年7月4日から7月29日（新人公演：7月14日）に東京宝塚劇場で上演された。20場。併演作は宝塚レビュー『宝塚をどり讃歌』。
73期生の初舞台公演。
中央アジア・サマルカンドを舞台に羊飼い・盗賊・旅の商人などが入り乱れて繰り広げられる恋物語。

## あらすじ
砂漠の盗賊であるハッサンは一旗上げようと中央アジアのサマルカンドにやってきた。一方、アラジンの曾孫のイヴンは魔法使い修行中の身でありながら踊りに熱中。それに見かねた魔法使いの長老のすすめでサマルカンドへ修行に行く事に。 
サマルカンドではこの国の王女である姉のフィトナ姫と妹のハトーン姫の花婿を募集することになり世界各地から王子が集まってくる。ハッサンも王子に化けて花婿選びに参加することになる。
その夜ハッサンは宮殿内の財宝を物色し始め、偶然忍び込んだ部屋がフィトナ姫の部屋であった。フィトナ姫はハッサンが恋のために忍び込んできたものと早合点し、二人は愛を語り始める。
そしていよいよ花婿選びの競技が始まる…。

## スタッフ
※氏名の後ろに「宝塚」、「東京」の文字がなければ両劇場共通。
- 作・演出:大関弘政[1]
- 作曲・編曲：中元清純[7]
- 編曲：小高根凡平[7]、鞍富真一[7]
- 音楽指揮：岡田良機（宝塚）[7]、北沢達雄（東京）[5]
- 振付[7]：喜多弘、河上五郎、羽山紀代美
- 擬闘：原義人[7]
- 奇術：松旭齊滉洋[7]
- 装置[7]：石浜日出雄、関谷敏昭
- 衣装：静間潮太郎[7]
- 照明：今井直次[7]
- 小道具：榎本満春[7]
- 効果：川ノ上智洋[7]
- 音響監督：松永浩志[7]
- 演出助手[7]：中村暁、小池修一郎
- 振付助手：尚すみれ[7]
- 製作担当：横山美次（東京）[5]
- 制作：山田謙治[7]

## キャスト
※不明点は空白とする
| 役名                     | 本公演     | 本公演代役 | 新人公演   | 新人公演代役 |
| ------------------------ | ---------- | ---------- | ---------- | ------------ |
| アフラマズタ・ハッサン   | 平みち     | 平みち     | 一路真輝   | 高嶺ふぶき   |
| フィトナ姫               | 神奈美帆   | 神奈美帆   | 桂あさひ   | 桂あさひ     |
| イヴン・アラジン         | 杜けあき   | 杜けあき   | 文月玲     | 文月玲       |
| アニース（女奴隷）       | 仁科有理   | 仁科有理   | 小乙女幸   | 小乙女幸     |
| 羊飼いの王子             | 一路真輝   | 高嶺ふぶき | 高嶺ふぶき | 鮎ゆうき     |
| ウイグルの王子           | 北斗ひかる | 北斗ひかる | 安輝ひさと | 安輝ひさと   |
| アームッド王             | 沙羅けい   | 沙羅けい   | 黛れいな   | 黛れいな     |
| クッラトル王妃           | 鳩笛真希   | 鳩笛真希   | 早原みゆ紀 | 早原みゆ紀   |
| ハトゥーン姫             | 紫とも     | 紫とも     | 朝霧舞     | 朝霧舞       |
| パルヴィーン             | 銀あけみ   | 銀あけみ   |            |              |
| 魔法使いの長老           | 鈴鹿照     | 鈴鹿照     |            |              |
| ムイヌール               | 奈々央とも | 奈々央とも |            |              |
| ザヒール                 | 古代みず希 | 古代みず希 |            |              |
| シャムス                 | 名月かなで | 名月かなで |            | 毬央みつき   |
| ラシード                 | 岬甲       | 岬甲       |            |              |
| 大臣シャイバーニ         | 箙かおる   | 箙かおる   |            |              |
| 警視総監                 | 真咲佳子   | 真咲佳子   |            |              |
| 隊長アブー・イスマ       | 飛鳥裕     | 飛鳥裕     |            |              |
| 隊長マムーン             |            |            |            | 高城叶       |
| ハビーバ（踊り子）       | 明都ゆたか | 明都ゆたか | 美月亜優   | 美月亜優     |
| コンスチンチノープル王子 | 高嶺ふぶき |            | 絵麻緒ゆう | 絵麻緒ゆう   |
| インド王子               | 美樹さやか | 美樹さやか | 姿月あさと | 姿月あさと   |
| バルフ王子               | 鮎ゆうき   | 鮎ゆうき   | 天海祐希   | 天海祐希     |

※代役は一路真輝が東京公演を病気休演したことによる配役変更を示す

## メディア
- 映像

「サマルカンドの赤いばら」関西テレビ　1987年6月27日放送
「サマルカンドの赤いばら」wowow      1994年6月22日放送
「サマルカンドの赤いばら」TAKARAZUKA SKY STAGE　2004年3月放送
- レコード

TMP-1130~31「宝塚をどり賛歌」「サマルカンドの赤いばら」 実況録音盤だが現在廃盤。